# Överstinnan

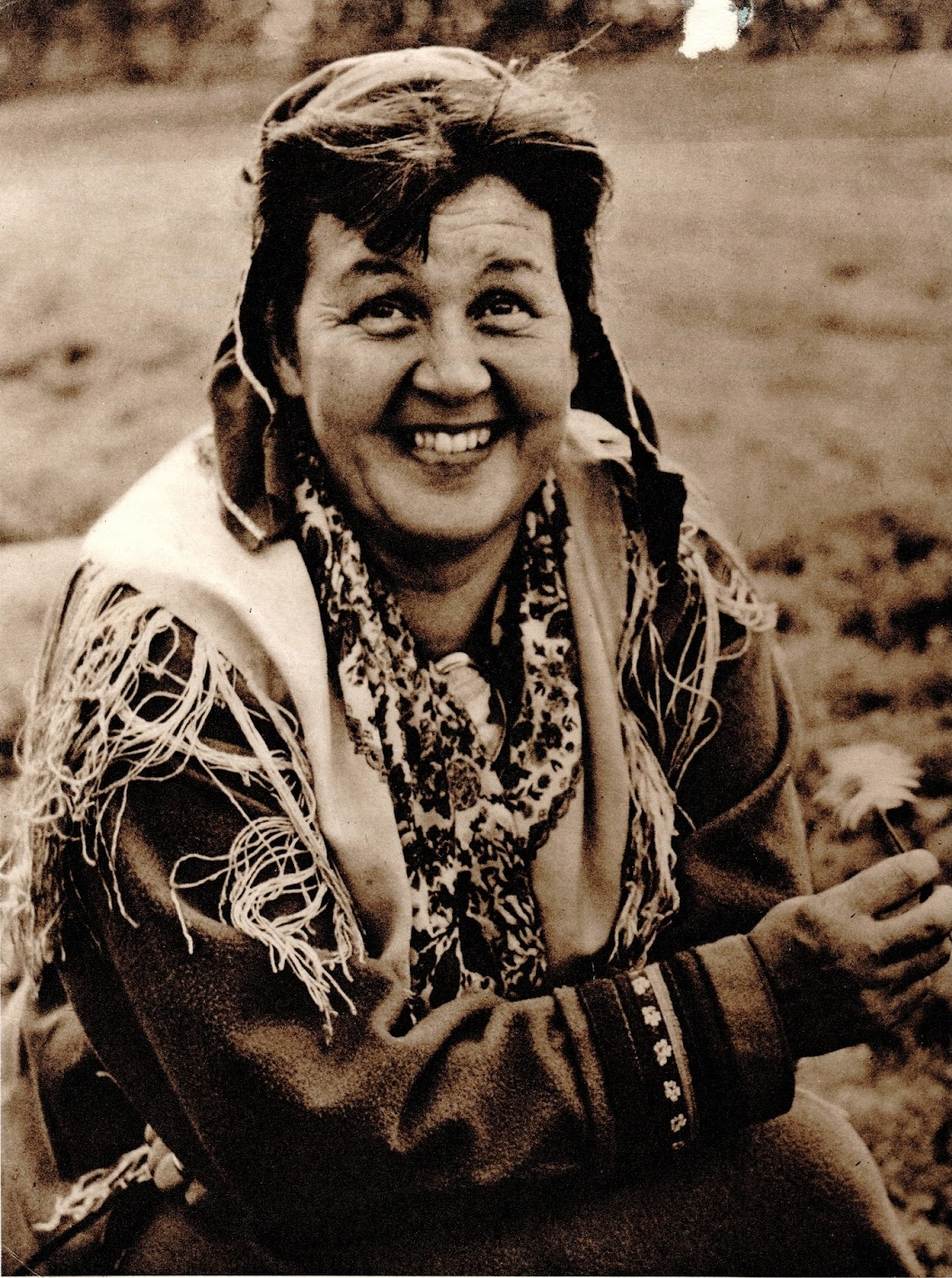
Annikki Kariniemi, modell för "överstinnan"

Överstinnan är en roman av Rosa Liksom. Den är hennes fjärde roman och utkom i original på meänkieli under titeln Everstinna 2017 och i översättning av Janina Orlov på svenska 2019.

## Berättelsen
En åldrad kvinna i sin stuga i finländska Lappland, "överstinnan", tänker i jagform tillbaka på sitt liv. Hon låter sig i unga år bli älskarinna till "översten", som är en vän till hennes döda far från jägarutbildning i Tyskland inför inbördeskriget, 28 år äldre, tysklandsvän och nazist. Under uppväxten svärmade hon för det vita Finland, som vuxen vurmade hon för tyska soldater och nazismen. 
I berättelsens bakgrund skildras mörka delar av Finlands nutidshistoria, framför allt den finländska fascismen. 
Under de tre krigen på 1940-talet (vinterkriget, fortsättningskriget och lapplandskriget) förvandlas överstinnan från kontorsbiträde till bokförare av de döda krigsfångarna i lägren. Överstinnan iakttog på nära håll i Tyskland vad nazismen handlar om redan tidigt i sitt liv. 
Hon hade en passionerad kärlekshistoria med översten under många år som hemligt förlovad med honom. Efter det att de till slut gift sig under andra världskrigets slutskede, visade översten ett brutalare jag och misshandlade henne fysiskt och psykiskt. Hon underkastade sig sin ledare, anpassade sig och stod länge ut. Till sist bröt hon sig ut och valde ett eget liv i norra Finland. Som frånskild i mogen ålder värnade hon sin självständighet, men blev i en ny relation med en mycket yngre man själv den mäktiga. 
Berättelsen behandlar en människas liv, med en stor andel i underkastelse och i en misshandelsrelation. Överstinnan ser tillbaka och ångrar inget. Hon är en pragmatisk och romantisk person, stark och svag på samma gång. Samtidigt vävs berättelsen samman med den unga nationen Finlands identitetsbygge och kan också ses som en allegorisk beskrivning av de brutala och dramatiska delarna av Finlands historia under 1900-talet. Finlands ”jungfrukropp” har utsatts, men hon är samtidigt långt ifrån en oskyldig flicka.

## Modell till berättarjaget
Som modell till överstinnan har stått den finländska läraren och författaren Annikki Kariniemi, som växte upp i Rovaniemi och som på äldre år bodde i Rosa Liksoms hemtrakt vid Övertorneå i finländska Tornedalen. Hon gifte sig 1944 med Oivi Willamo (1887–1967), som var chef för Gränsbevakningsväsendet i Lappland. Annikki Kariniemi var både ungdoms- och vuxenförfattare och skrev bland annat den självbiografiska romanen Erään avioliiton anatomia ("Ett äktenskaps anatomi") 1968 efter makens död.